# Arrondissement Breda
Breda was een arrondissement van het voormalige Franse departement Twee Neten. Het arrondissement is ontstaan na de annexatie van het voormalige koninkrijk Holland, toen delen van het departement Brabant aan het al sinds 1795 bestaande departement van de Twee Neten werden toegevoegd. De onderprefectuur was Breda. De onder-prefect was dhr. Peppe. Bij de volkstelling (census) van 1812 had het arrondissement Breda van het departement van de Twee Nethen 87.530 inwoners. Het arrondissement is op 11 april 1814 komen te vervallen. Er bestaat overigens nog steeds een Nederlands gerechtelijk arrondissement dat tot de invoering van de Nieuwe Gerechtelijke Kaart grotendeels de contouren van het Franse arrondissement volgt.

## Kantons
Het arrondissement was samengesteld uit de volgende kantons:
- kanton Bergen op Zoom
- kanton Breda
- kanton Ginneken
- kanton Oosterhout
- kanton Oudenbosch
- kanton Roosendaal
- kanton Zevenbergen